# 星雲 (雑誌)
『星雲』（せいうん）は、1954年（昭和29年）12月に創刊された日本で最初のSF雑誌である。1号のみで終わったが星雲賞に名前を残している。

## 概要
『星雲』は1954年12月に森の道社から発行された。発行人は第二次世界大戦前に『科學ペン』誌に小説や随筆を寄せていた太田千鶴夫で、森の道社の事務所も太田の自宅だった。表紙には「科学小説雑誌」「Science Fiction」と銘打っていた。A5版172ページ。編集スタッフとして、太田の他に矢野徹、木村生死らが名を連ねた。
創刊号に収録された作品は、ロバート・A・ハインラインやジュディス・メリルらの翻訳短編が中心となっている。
刊行された当時は星新一や小松左京、筒井康隆ら日本SF界の重鎮はまだデビューもしていない時代で、『星雲』発行人の太田千鶴夫は同時に1954年10月に設立された日本科学小説協会の理事長も兼ねており、誌面で趣意書を掲載し、科学小説の創作を行う会員の募集も行われていた。役員には矢野徹や原田三夫らの名も連ねられていて、読者だった柴野拓美はこれに応募したが、同協会のその後の活動はなかったという。
第2号からは翻訳権を取得したオルダス・ハクスリーの「すばらしい新世界」の連載を予告していたものの、取次とのトラブルにより創刊号のみで廃刊となった。1号のみに終わったが、日本SFの歴史における最初期のSF専門雑誌として評価され、廃刊後も日本SF大会の席上で参加者の投票により前年度の優秀なSF作品に授与されるSF賞「星雲賞」として名を残している。
原本は稀少本となっており、大部分は日本国外のSFマニアの手に渡っている。

## 掲載作品
創刊号目次
- 米ソ科学小説傑作集
  - ロバート・A・ハインライン「地球の山々は緑」（雅理鈴雄（木村生死）訳）[8]
  - クリス・ネビル（英語版）「ヘンダーソン爺さん」（矢野徹訳）
  - ジュディス・メリル「ああ誇らしげに仰ぐ」（レイモンド・吉田訳）
  - S・アレフイヨーフ「試射場の秘密」（西原粛史訳）
- 異邦の女
  - 清水安三「アマゾナの友」
  - 杉田揚太郎「異邦の女」
  - 半谷高雄「ロンドンの女車掌」
  - 市瀬正幸「ひとりのドイツ人」
- 寺尾新「動物も民族性に感染する」
- 香山滋「北京原人の行衛」
- 千代田明鏡「科学小説の書き方入門」
- 木村生死「文学としての科学小説」
- 小堀憲「エヴァリスト・ガロア」
- 地球緑山（木村生死）「失われた地球爆弾」
- 横堀純夫「虹の入り江」
- 千代有三（鈴木幸夫）「白骨塔」

## 日本科学小説協会役員
- 林髞（顧問）
- 隅部一雄（顧問）
- 高野一夫（顧問）
- 木村生死（副会長兼理事）
- 太田千鶴夫（理事長）
- 高松敦（理事）
- 竹本孫一（参与）
- 菅井準一（参与）
- 山田健三郎（参与）
- 原田三夫（参与）
- 矢野徹（参与）
- 鈴木幸夫（参与）
- 長島礼（参与）
- 龍胆寺雄（参与）